# Stazione di Villanova d'Asti
La stazione di Villanova d'Asti è una stazione ferroviaria posta sulla ferrovia Torino-Genova, al servizio del centro abitato di Villanova d'Asti e dell'adiacente frazione di Riva presso Chieri.
La stazione è in realtà ubicata presso la frazione "Stazione" del comune di Villanova d'Asti, la quale dista circa 3 km dal centro principale.

## Storia
La stazione venne attivata nel 1849, in concomitanza con l'apertura della tratta ferroviaria Trofarello-Asti.
Il piazzale binari della stazione fu elettrificato in corrente alternata il 1 aprile 1922, così come la tratta tra Trofarello ed Alessandria sulla quale l'impianto è collocato. Infine venne convertito in continua, com'è ancora oggi, il 28 maggio 1961, nell'ambito dell'attivazione di questa tecnologia sulla tratta Torino-Alessandria della linea.

## Strutture ed impianti

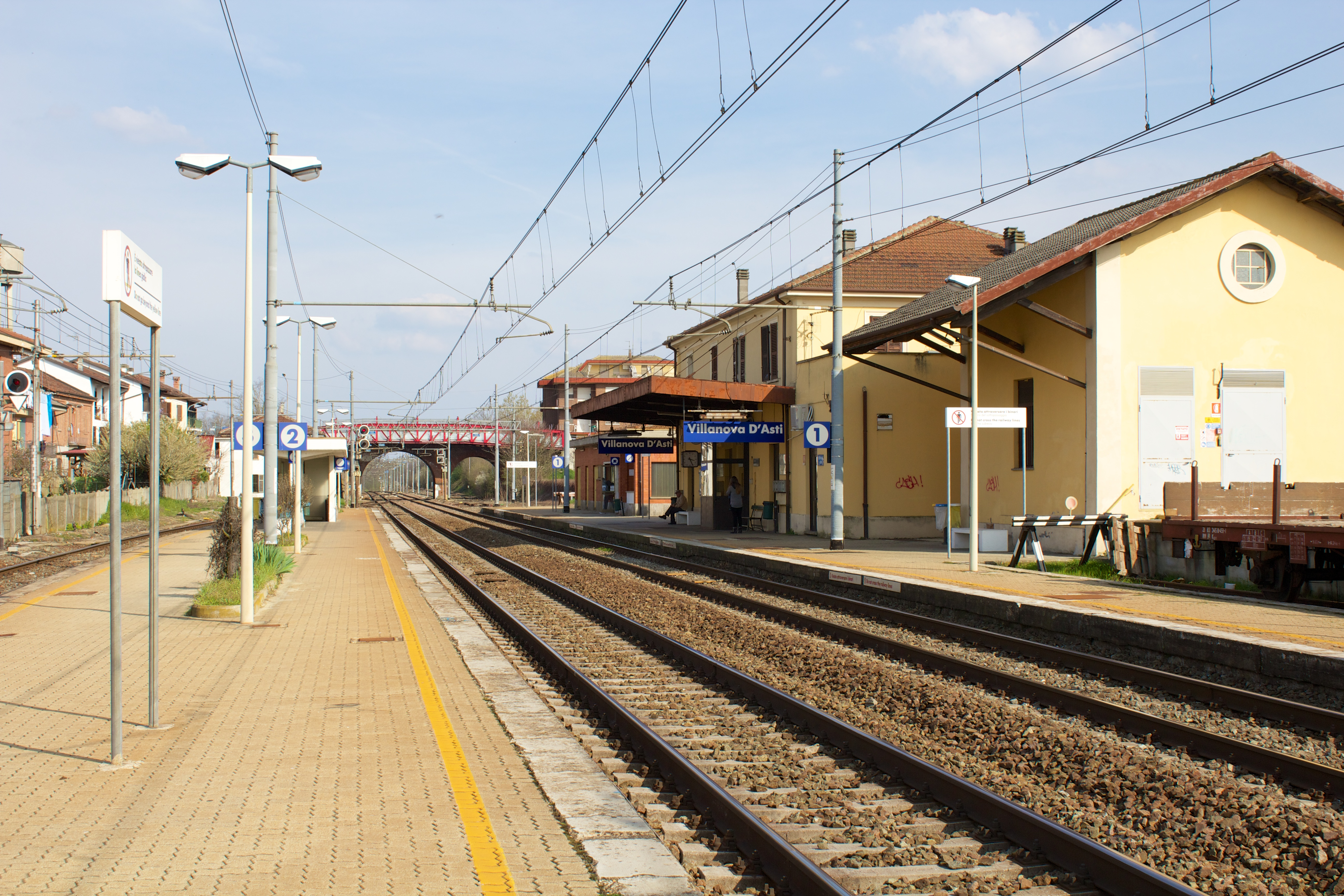
Stazione lato binari. Sulla destra, dallo sfondo verso il primo piano, si possono scorgere l'edificio del bar, il FV e il magazzino merci.

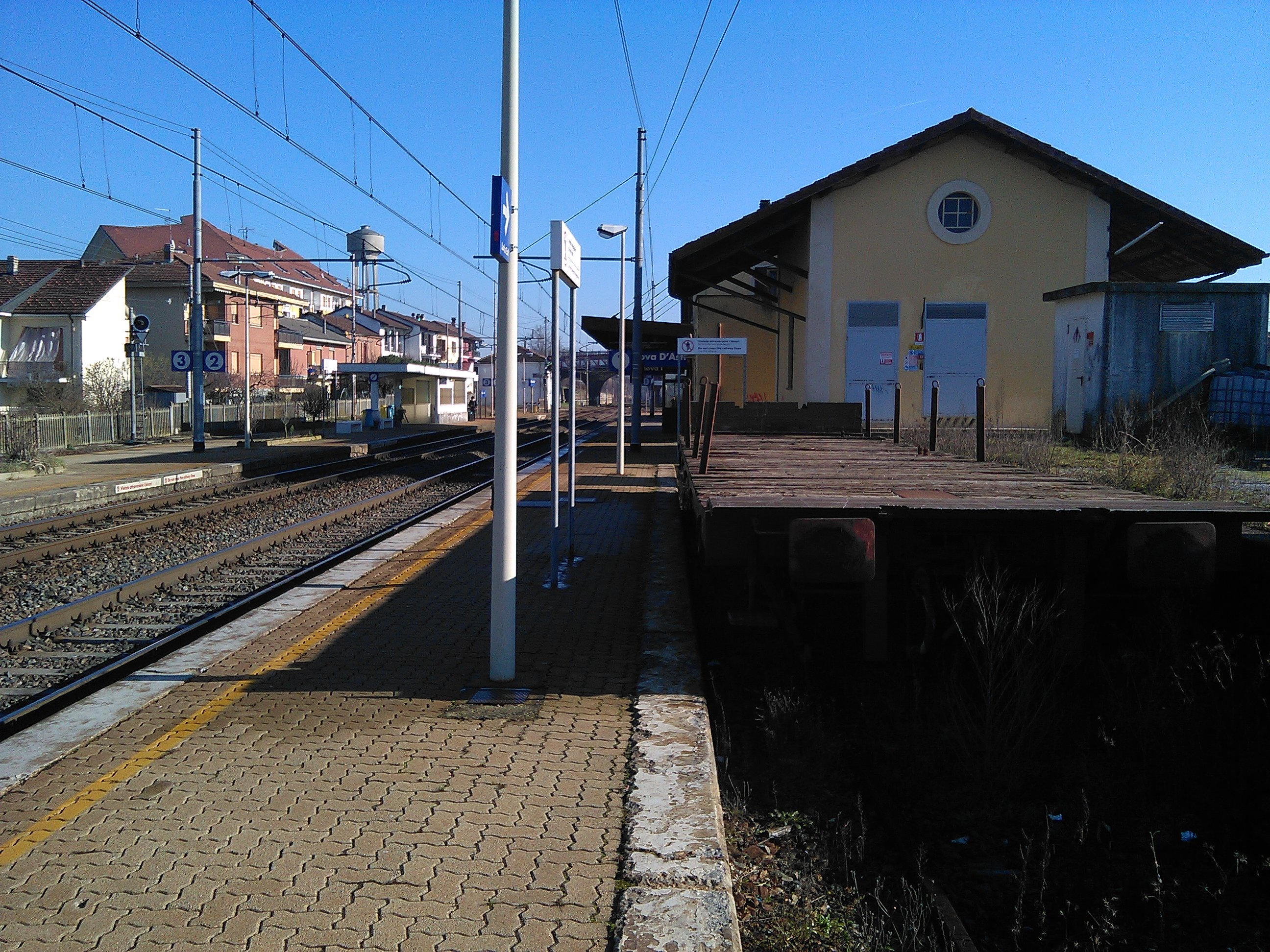
Piazzale binari. Sulla sinistra sono presenti i tre binari dedicati al traffico viaggiatori, sulla destra il magazzino merci con un binario tronco a servizio.

La gestione degli impianti è  affidata a Rete Ferroviaria Italiana. La stazione è impresenziata da parte del personale ferroviario poiché telecomandata a distanza mediante il sistema CTC, facente capo al Dirigente Centrale Operativo ubicato presso Torino Lingotto.
Essa dispone di un fabbricato viaggiatori sviluppato su due piani e a pianta rettangolare. Parte del piano terreno è estrusa lateralmente verso sinistra, osservando l'edificio lato strada, in un ampliamento rettangolare che funge altresì da balcone per il primo piano. Un'altra parte del medesimo piano è aperta al pubblico, in quanto ospita una sala d'attesa dotata alcuni servizi ai viaggiatori quali: due biglietterie automatiche, alcune panchine in metallo con posti a sedere per l'attesa, un defibrillatore in caso d'emergenza e un telefono pubblico, dal 2023 non più attivo. Presso la sala era ubicato anche lo sportello della biglietteria con operatore, servizio dal 2019 soppresso.  Accanto a tale stanza è presente la sala del Dirigente Movimento, che si estrude in parte, con una cabina in vetro e ferro, sulla banchina del primo binario. 
La parete lato binari e la banchina del primo binario sono parzialmente riparate da una tettoia in metallo adesa al muro che protegge gli ingressi al FV e alcuni servizi ai viaggiatori, costituiti da un monitor LED per l'informazione sulle partenze e alcune panchine in cemento per l'attesa. Il primo piano ospitò un appartamento indipendente per il capostazione che tuttavia, al 2025, risulta disabitato.
Ai lati del FV sono presenti due ulteriori strutture, entrambe sviluppate su un solo piano. La prima è un edificio di medie dimensioni in mattoni a vista che ospita al 2025, per la maggior parte della sua superficie, il bar-tabaccheria; quest'ultimo funge anche da rivendita dei titoli di viaggio, sostituendo la biglietteria a sportello, servizio che risulta al 2020 ormai soppresso. Accanto ad esso, nel medesimo stabile, sono collocati i servizi igienici, accessibili dalla banchina del binario 1 e dall'ingresso lato strada, oltre che l'ingresso al sottopasso. Quest'ultimo consente il collegamento della banchina del binario 1 con quella dei binari 2 e 3. L'altra struttura è il magazzino merci, dotato di un piano caricatore; esso risulta già dall'inizio degli anni 10 del XXI secolo in ottimo stato di conservazione nonostante sia stato dismesso e riconvertito a semplice magazzino di servizio in uso ad RFI. Il fascio binari che era posta a suo servizio funge al 2025 da ricovero per i mezzi di manutenzione di RFI, oltre che da binario di sosta per alcuni vagoni o carri merci.
Accanto all'edificio del bar è presente un fabbricato residenziale sviluppato su un solo piano e dotato di giardino, recintato da una classica recinzione ferroviaria in cemento. Lo stabile e il terreno ad esso annesso, inaccessibili all'utenza e probabilmente in origine un'abitazione per il personale ferroviario, appaiono al 2011 in stato di abbandono visto che risultano disabitati. Lato Genova è altresì presente un ulteriore casello abitato da chi si occupava della movimentazione degli scambi posti alla progressiva chilometrica 30+258, prima che questi fossero automatizzati e telecomandati e, al 2025, è disabitato.
Il piazzale binari comprende 3 binari passanti dedicati al servizio viaggiatori. Il binario 1 è usato dai treni in direzione Torino e il 2 da quelli in direzione Genova/Asti, in quanto essi costituiscono i binari di corsa della linea e sono quindi di corretto tracciato. Il binario 3 è invece a tracciato deviato e viene utilizzato solo per eventuali precedenze o incroci, indistintamente in entrambe le direzioni. Parallelamente al binario 1, è presente un tronchino di servizio, originariamente dedicato al soppresso movimento merci presso l'apposito e succitato scalo, al 2025 spesso utilizzato solamente per la sosta o il ricovero dei rotabili di manutenzione della linea. Accanto a questi binari sono posti due raccordi, entrambi in direzione Torino. Dal terzo si dirama un raccordo formato da due binari che si addentrano nello scalo privato di un'adiacente azienda di logistica, servita quotidianamente da alcuni treni merci, mentre dal primo ha origine un binario tronco, destinato ai mezzi di servizio RFI su rotaia, che si collega ad una sottostazione elettrica della linea, posta in prossimità della stazione.  
Sono presenti due banchine: la prima, posta accanto al FV, è a servizio del binario 1 mentre la seconda è ad isola e serve i binari 2 e 3. Esse risultano collegate mediante un sottopassaggio che congiunge il piazzale binari anche con il parcheggio adiacente .

## Movimento
La stazione è servita principalmente dai treni della linea 6 del Servizio Ferroviario Metropolitano di Torino. Quest'ultimo collega il capoluogo piemontese con Asti attraverso trentuno treni nei giorni feriali, sulla base del contratto di servizio stipulato con Regione Piemonte.
Oltre a questi effettuano servizio viaggiatori presso la stazione anche un treno Regionale nel primo mattino e otto Regionali Veloci nei giorni feriali, ridotti a quattro il sabato e nei festivi, che potenziano il servizio del succitato SFM6 .

## Servizi
La stazione, classificata da RFI in categoria 'Bronze', dispone dei seguenti servizi:
- Bar
- Biglietteria automatica
- Sala di attesa
- Servizi igienici

## Interscambi
Nei pressi della stazione sono attuati i seguenti interscambi:
- Fermata autobus